# 水滸傳角色列表
本條目陳列「四大奇書」之一的《水滸傳》內之角色。書中的主角宋江、歹角高俅，以至如道君皇帝、張叔夜等，乃宋代的真實歷史人物；而天罡地煞的一百單八將，則是由《大宋宣和遺事》以及《宋江三十六贊並序》所載的「天罡院三十六員猛將」發展出來。小說的部份角色，後來又在《水滸傳》的多部續書及其他古典小說中出場，如《水滸後傳》、《說岳全傳》等。

## 梁山泊

### 一百單八將

#### 一百單八將的出場順序
- 1 九紋龍 史進（史家莊少莊主）
- 2 神機軍師 朱武（少華山大寨主）
- 3 跳澗虎 陳達（少華山二寨主）
- 4 白花蛇 楊春（少華山三寨主）
- 5 花和尚 魯智深（魯達，提轄，因三拳打死鎮關西鄭屠後出家）
- 6 打虎將 李忠（賣藝，史進第一位師傅，後為桃花山寨主）
- 7 小霸王 周通（桃花山寨主）
- 8 豹子頭 林沖（禁軍教頭，「小張飛」）
- 9 小旋風 柴進（柴大官人，周世宗之後）
- 10 旱地忽律 朱貴（梁山耳目，「忽律」即鱷魚）
- 11 摸著天 杜遷（原梁山二寨主）
- 12 雲里金剛 宋萬（原梁山三寨主）
- 13 青面獸 楊志（殿司制使官，管軍提轄使，楊家將之後，楊令公之孫。《說岳全傳》中，楊再興是楊家將的後代，是楊志的侄子。）
- 14 急先鋒 索超（大名府留守司正牌軍，管軍提轄使）
- 15 美髯公 朱仝（鄆城馬兵都頭）
- 16 插翅虎 雷橫（鄆城步兵都頭）
- 17 赤發鬼 劉唐（街頭無賴）
- 18 智多星 吳用（表字學究，道號加亮先生）
- 19 立地太歲 阮小二（阮氏三兄弟老大，石碣村）
- 20 短命二郎 阮小五（阮氏三兄弟老二，石碣村）
- 21 活阎罗 阮小七（阮氏三兄弟老三，石碣村）
- 22 入雲龍 公孫勝（一清道人）
- 23 白日鼠 白勝（山村閒漢）
- 24 操刀鬼 曹正（屠夫，林沖徒弟）
- 25 及時雨 宋江（表字公明，呼保義，孝義黑三郎，「黑宋江」，鄆城押司）
- 26 鐵扇子 宋清（宋江之弟）
- 27 行者 武松（街頭無賴）
- 28 菜園子 張青（十字坡黑店）
- 29 母夜叉 孫二娘（張青之妻）
- 30 金眼彪 施恩（小管營）
- 31 毛頭星 孔明（孔家莊，白虎山，宋江徒弟）
- 32 獨火星 孔亮（孔家莊，白虎山，宋江徒弟，孔明之弟）
- 33 錦毛虎 燕順（清風山大寨主）
- 34 矮腳虎 王英（清風山二寨主）
- 35 白面郎君 鄭天壽（清風山三寨主）
- 36 小李廣 花榮（清風寨知寨，銀槍手）
- 37 鎮三山 黃信（青州府都監，秦明徒弟）
- 38 霹靂火 秦明（青州指揮司總管兵馬統制）
- 39 小溫侯 呂方（強盜，對影山寨主，方天畫戟）
- 40 賽仁貴 郭盛（商人→強盜，方天戟）
- 41 石將軍 石勇（大名府人士，放賭為生）
- 42 催命判官 李立（揭陽嶺黑店主）
- 43 混江龍 李俊（揚子江梢公）
- 44 出洞蛟 童威（私鹽販子）
- 45 翻江蜃 童猛（私鹽販子，童威之弟）
- 46 病大蟲 薛永（賣藝）
- 47 船火兒 張橫（梢公，李俊義弟）
- 48 沒遮攔 穆弘（揭陽鎮一霸）
- 49 小遮攔 穆春（揭陽鎮一霸，穆弘之弟）
- 50 神行太保 戴宗（江州兩院押牢節級）
- 51 黑旋風 李逵（通緝犯，鐵牛）
- 52 浪裏白條 張順（漁家，浪裏白跳，張橫之弟）
- 53 聖手書生 蕭讓（擅長書法）
- 54 玉臂匠 金大堅（擅長制印）
- 55 通臂猿 侯健（薛永徒弟，擅長裁縫）
- 56 摩雲金翅 歐鵬（黃門山）
- 57 神算子 蔣敬（黃門山，精通書算）
- 58 鐵笛仙 馬麟（黃門山）
- 59 九尾龜 陶宗旺（黃門山）
- 60 笑面虎 朱富（朱貴之弟）
- 61 青眼虎 李雲（沂水縣都頭，朱富師傅）
- 62 錦豹子 楊林（綠林人士）
- 63 火眼狻猊 鄧飛（飲馬川寨主，「狻猊」即獅子）
- 64 玉幡竿 孟康（飲馬川寨主）
- 65 鐵面孔目 裴宣（飲馬川寨主）
- 66 病關索 楊雄（劊子手）
- 67 拼命三郎 石秀（柴販）
- 68 鼓上蚤 時遷（盜賊）
- 69 鬼臉兒 杜興（李家莊主管）
- 70 撲天雕 李應（李家莊莊主）
- 71 一丈青 扈三娘（扈家莊，後為王英之妻）
- 72 兩頭蛇 解珍（獵戶，孫立表弟）
- 73 雙尾蠍 解寶（獵戶，解珍之弟）
- 74 鐵叫子 樂和（小節級，孫立妻弟，擅唱曲）
- 75 母大蟲 顧大嫂（孫立弟孫新之妻）
- 76 小尉遲 孫新 （孫立之弟）
- 77 出林龍 鄒淵（登雲山頭目）
- 78 獨角龍 鄒潤（登雲山頭目，鄒淵之侄）
- 79 病尉遲 孫立（登州兵馬提轄）
- 80 金錢豹子 湯隆（鐵匠）
- 81 雙鞭 呼延灼（汝寧州都統制，呼延贊之後）
- 82 百勝將 韓滔（陳州團練使，呼延灼討梁山軍正先鋒）
- 83 天目將 彭玘（潁州團練使，呼延灼討梁山軍副先鋒）
- 84 轟天雷 凌振（大宋第一炮手）
- 85 金槍手 徐寧（金槍班教師，湯隆表哥）
- 86 混世魔王 樊瑞（芒碭山首領）
- 87 八臂哪吒 項充（芒碭山副將）
- 88 飛天大聖 李袞（芒碭山副將）
- 89 金毛犬 段景住（盜馬賊）
- 90 玉麒麟 盧俊義（富家子）
- 91 浪子 燕青（小乙，盧俊義家童，擅長相撲）
- 92 鐵臂膊 蔡福（大名府兩院押牢節級兼劊子手）
- 93 一枝花 蔡慶（小押獄，蔡福之弟）
- 94 丑郡馬 宣贊（關勝討梁山軍後合）
- 95 大刀 關勝（漢末名將關羽之子孫，蒲東巡檢）
- 96 井木犴 郝思文（關勝義兄，討梁山軍先鋒）
- 97 活閃婆 王定六（酒店店家）
- 98 神醫 安道全（建康府太醫）
- 99 沒面目 焦挺（擅長相撲）
- 100 聖水將 單廷珪（凌州團練使）
- 101 神火將 魏定國（凌州團練使）
- 102 喪門神 鮑旭（枯樹山強人）
- 103 險道神 郁保四（曾頭市）
- 104 雙槍將 董平（東平府都監，風流雙槍將，又称董一撞、一直撞和一撞直）
- 105 沒羽箭 張清（東昌府）
- 106 花項虎 龔旺（張清副將）
- 107 中箭虎 丁得孫（張清副將）
- 108 紫髯伯 皇甫端（獸醫）

#### 招安前在梁山的職務
- 梁山泊總兵都頭領二員：呼保義宋江、玉麒麟盧俊義。
- 掌管機密軍師二員：智多星吳用、入雲龍公孫勝。
- 同參贊軍務頭領一員：神機軍師朱武。
- 掌管錢糧頭領二員：小旋風柴進、撲天雕李應。
- 馬軍五虎將五員：大刀關勝、豹子頭林沖、霹靂火秦明、雙鞭呼延灼、雙槍將董平。
- 馬軍八虎騎兼先鋒使八員：小李廣花榮、金槍手徐寧、青面獸楊志、急先鋒索超、沒羽箭張清、美髯公朱仝、九紋龍史進、沒遮攔穆弘。
- 馬軍小彪將兼遠探出哨頭領十六員：鎮三山黃信、病尉遲孫立、丑郡馬宣贊、井木犴郝思文、百勝將韓滔、天目將彭玘、聖水將單廷珪、神火將魏定國、摩雲金翅歐鵬、火眼狻猊鄧飛、錦毛虎燕順、鐵笛仙馬麟、跳澗虎陳達、白花蛇楊春、錦豹子楊林、小霸王周通。
- 步軍頭領十員：花和尚魯智深、行者武松、赤髮鬼劉唐、插翅虎雷橫、黑旋風李逵、浪子燕青、病關索楊雄、拚命三郎石秀、兩頭蛇解珍、雙尾蠍解寶。
- 步軍將校十七員：混世魔王樊瑞、喪門神鮑旭、八臂哪吒項充、飛天大聖李袞、病大蟲薛永、金眼彪施恩、小遮攔穆春、打虎將李忠、白面郎君鄭天壽、雲里金剛宋萬、摸著天杜遷、出林龍鄒淵、獨角龍鄒潤、花項虎龔旺、中箭虎丁得孫、沒面目焦挺、石將軍石勇。
- 四寨水軍頭領八員：混江龍李俊、船火兒張橫、浪里白條張順、立地太歲阮小二、短命二郎阮小五、活閻羅阮小七、出洞蛟童威、翻江蜃童猛。
- 四店打聽聲息，邀接來賓頭領八員：「東山酒店」小尉遲孫新、母大蟲顧大嫂；「西山酒店」菜園子張青、母夜叉孫二娘；「南山酒店」早地忽律朱貴、鬼臉兒杜興；「北山酒店」催命判官李立、活閃婆王定六。
- 總探聲息頭領一員：神行太保戴宗。
- 軍中走報機密步軍頭領四員：鐵叫子樂和、鼓上蚤時遷、金毛犬段景住、白日鼠白勝。
- 守護中軍馬軍驍將二員：小溫侯呂方、賽仁貴郭盛。
- 守護中軍步軍驍將二員：毛頭星孔明、獨火星孔亮。
- 專管行刑劊子二員：鐵臂膊蔡福、一枝花蔡慶。
- 專掌三軍內采事馬軍頭領二員：矮腳虎王英、一丈青扈三娘。
- 掌管監造諸事頭領十六員：行文走檄調兵遣將一員聖手書生蕭讓、定功賞罰軍政司一員鐵面孔目裴宣、考算錢糧支出納入一員神運算元蔣敬、監造大小戰船一員玉幡竿孟康、專造一應兵符印信一員玉臂匠金大堅、專造一應旌旗袍襖一員通臂猿侯健、專攻醫獸一應馬匹一員紫髯伯皇甫端、專治諸疾內外科醫士一員神醫安道全、監督打造一應軍器鐵甲一員金錢豹子湯隆、專造一應大小號炮一員轟天雷凌振、起造修緝房舍一員青眼虎李雲、屠宰牛馬豬羊牲口一員操刀鬼曹正、排設筵宴一員鐵扇子宋清、監造供應一切酒醋一員笑面虎朱富、監築梁山泊一應城垣一員九尾龜陶宗旺、專一把捧帥字旗一員險道神郁保四。

#### 合称
- （金銀）风流威猛二将：花榮、徐寧（第一百一十四回《寧海軍宋江吊孝湧金門張順歸神》中描寫到“花榮與徐寧是一副一正：金槍手、銀槍手”）
- 黑白（水陆）双煞：李逵、张顺

#### 夫妻
- 矮腳虎王英與一丈青扈三娘
- 菜園子張青與母夜叉孫二娘
- 小尉遲孫新與母大蟲顧大嫂

#### 親兄弟
- 呼保義宋江與鐵扇子宋清
- 沒遮攔穆弘與小遮攔穆春
- 船火兒張橫與浪裏白跳張順
- 立地太歲阮小二、短命二郎阮小五與活閻羅阮小七
- 兩頭蛇解珍與雙尾蠍解寶
- 病尉遲孫立與小尉遲孫新（兼師徒）
- 毛頭星孔明與獨火星孔亮
- 出洞蛟童威與翻江蜃童猛
- 旱地忽律朱貴與笑面虎朱富
- 鐵臂膊蔡福與一枝花蔡慶

#### 表兄弟
- 金槍手徐寧與金錢豹子湯隆
- 病尉遲孫立與小尉遲孫新、兩頭蛇解珍與雙尾蠍解寶

#### 親戚
- 病尉遲孫立、鐵叫子樂和
- 霹靂火秦明、小李廣花榮

#### 表姊弟
- 母大蟲顧大嫂、兩頭蛇解珍與雙尾蠍解寶

#### 主僕
- 玉麒麟盧俊義與浪子燕青（兼師徒）
- 撲天雕李應與鬼臉兒杜興

#### 叔侄
- 出林龍鄒淵與獨角龍鄒潤

#### 師徒
- 呼保義宋江與孔家兄弟
- 豹子頭林沖與操刀鬼曹正
- 玉麒麟盧俊義與浪子燕青（兼主僕）
- 霹靂火秦明與鎮三山黃信
- 入雲龍公孫勝與混世魔王樊瑞
- 病尉遲孫立與小尉遲孫新（兼親兄弟）
- 打虎將李忠與九紋龍史進
- 青眼虎李雲與笑面虎朱富
- 病大蟲薛永與通臂猿侯健

#### 結義兄弟（妹）
- 病關索楊雄與拼命三郎石秀
- 花和尚魯智深與豹子頭林沖
- 花和尚魯智深與行者武松
- 呼保義宋江與行者武松
- 行者武松與菜園子張青
- 行者武松與金眼彪施恩
- 呼保義宋江與混江龍李俊
- 呼保義宋江與托塔天王晁蓋
- 混江龍李俊與童家兄弟
- 井木犴郝思文與大刀關勝
- 呼保義宋江與一丈青扈三娘

#### 師兄弟
- 玉麒麟盧俊義與豹子頭林沖

#### 结局
- 征方腊战死：宋万（第一位戰死的地煞星）、焦挺、陶宗旺、韩滔、彭玘、郑天寿、曹正、王定六、宣赞、施恩、孔亮、郝思文、徐宁（第一位戰死的天罡星）、张顺、索超、邓飞、刘唐、鲍旭、侯健、段景住、周通、张清、董平、龚旺、雷横、阮小二、孟康、解珍、解宝、马麟、燕顺、郭盛、吕方、王英、扈三娘、李衮、项充、史进、石秀、陈达、李忠、杨春、薛永、欧鹏、张青、丁得孙、单廷珪、魏定国、李云、石勇、秦明、郁保四、孙二娘、邹渊、杜迁、李立、汤隆、蔡福、阮小五
- 征方腊病逝：杨志、张横、穆弘、孔明、朱贵、白胜、朱富、林冲、杨雄、时迁
- 被毒毙：卢俊义、宋江、李逵
- 自缢：吴用、花荣
- 出家：公孙胜、朱武、樊瑞、武松
- 坐化：鲁智深
- 返乡：杨林、裴宣、宋清、穆春、戴宗、阮小七、柴进、李应、杜兴、邹润、蔡庆、蒋敬
- 出海：燕青、李俊、童威、童猛
- 朝廷任用：金大坚、皇甫端、萧让、乐和、安道全、关胜（后因酒醉失足落马得病身亡）、黄信、孙立、孙新、顾大嫂、凌振、呼延灼（后抗金阵亡）、朱仝

#### 一百單八將的後代
- 张节（没羽箭张清與瓊矢鏃仇瓊英之子）
- 花逢春（水滸後傳，花宇字逢春，小李廣「銀槍手」花榮之子，萧桂英之夫）
- 徐晟（水滸後傳，徐晟字文斌，金槍手徐寧之子，呼延玉英之夫）
- 呼延鈺（水滸後傳，雙鞭呼延灼之子，呼延玉英之兄）
- 呼延玉英（水滸後傳，雙鞭呼延灼之女，呼延鈺之妹，后嫁予徐晟为妻）
- 宋安平（水滸後傳，鐵扇子宋清之子，呼保义宋江之姪）
- 时斌（水滸後傳，时斌字远泰，鼓上骚时迁之子）
- 李飞（水滸後傳，黑旋風李逵之子）
- 林天豹（水滸後傳，豹子頭林沖之子，其兄林忠有一子林天龍，為林沖之姪）
- 楊國良（水滸後傳，青面獸楊志之子，後过继给哥哥杨太平）
- 魯平（水滸後傳，花和尚魯智深之子）
- 武南（水滸後傳，行者武松之義子）
- 李玉良（水滸後傳，撲天雕李應之子）
- 朱翠萍（水滸後傳，美髯公朱仝之女，徐文标夫人）
- 朱茂（水滸後傳，神機軍師朱武之子）
- 孙孝（病尉迟孙立之子）
- 卢环（玉麒麟卢俊义之子，王金娥之夫）
- 吴能（智多星吴用之子，柴芙蓉之夫）
- 宋安亮（呼保义宋江之子）
- 杨秀英（白花蛇杨春之女，史鹏夫人）
- 史鹏（九纹龙史进之子，杨秀英之夫）
- 王子章（矮脚虎王英與一丈青扈三娘之子）
- 索志（急先锋索超之子）
- 刘守义（赤发鬼刘唐之子）
- 解开天（两头蛇解珍之子）
- 解开地（双尾蝎解宝之子）
- 木子燕（浪子燕青之子）
- 木子青（浪子燕青之女）
- 柴芙蓉（小旋风柴进之女、吴能夫人）
- 石榴花（拼命三郎石秀之女、李玉良夫人）
- 张宾（浪里白条张顺之子）
- 施天凤（金眼彪施恩之子）
- 段文强（金毛犬段景住之子）
- 石俊（石将军石勇之子）
- 张云（船伙儿张横之子）
- 裴成（铁面孔目裴宣之子）
- 白俊（白日鼠白胜之子）
- 蔡绍文（一枝花蔡庆之子）
- 黄元光（镇三山黄信之子）
- 戴方、戴园（神行太保戴宗之子）
- 关铃（又名关琛，说岳全传，大刀关胜之子，岳云的结义兄弟）
- 董芳（说岳全传，双枪将董平之子）
- 樊成（说岳全传，混世魔王樊瑞之子，樊氏姐妹之弟）
- 樊氏姐妹（说岳全传，混世魔王樊瑞之女，與湯懷、孟邦傑兩位將領在樊家莊結為夫妻，樊成之姊）
- 张国祥（岳飞传，菜园子张青與母夜叉孫二娘之子）
- 阮良（立地太歲阮小二之子）
- 韩起龙、韩起凤（百胜将韩滔之孙）
- 萧桂英（活阎罗阮小七化名「萧恩」之女，花逢春夫人）
- 郭啸天、郭靖、郭芙、郭襄和郭破虜（金庸武俠小說《射鵰英雄傳》和《神鵰俠侶》，賽仁貴郭盛之後代）

### 一百單八將之外
- 王倫，綽號「白衣秀士」，心胸狹窄、忌賢妒能。屢試不第憤而與杜遷、宋萬結夥嘯聚梁山為寇。先是多番為難上山投奔的林冲，後來又欲拒絕晁蓋等人入夥，終於惹得林冲暴怒而被其火併殺死。
- 晁蓋，綽號「托塔天王」，原為濟州鄆城縣東溪村保正。與吳用等人智取生辰綱，事發後得宋江報訊而逃上梁山，在林冲殺死王倫後被推举為梁山新主。後來因為照夜玉獅子馬被奪一事而親征曾頭市，遭史文恭以毒箭射中額頭戰死。
- 韓伯龍，欲投奔梁山泊的強盜，宋江事忙未曾得見，被朱貴安排在村中賣酒，然而其與李逵發生口角后被對方砍死。

### 頭領親屬
- 宋太公，宋江之父。後來被宋江接上梁山泊。
- 樂大娘子，孫立之妻，樂和之姊。

#### 未隨上梁山之頭領親屬
- 張氏：林冲妻子。在岳廟被高衙內調戲，輾轉引至林冲遭高俅陷害，發配之事。丈夫不在身邊、父親病故後無人保護，被高俅威逼親事自縊身亡。
- 張教頭：張氏父親，林冲丈人。林冲遭刺配決意立下休書，張教頭勸阻不得，唯有立意照顧女兒一生，但不久後病死。
- 武大郎：武松之兄，兩人感情深厚，身材肥短。妻子潘金蓮與西門慶私通，捉姦反被西門慶踢傷，再被潘金蓮毒殺。
- 潘金蓮：武大妻子，美艷淫邪的蕩婦。先是勾引武松不成；後又與西門慶私通，更毒殺丈夫，終被武松復仇殺死。
- 李達：李逵之兄，因李逵殺人而代他坐牢，厭惡只會惹是生非的李逵，李逵欲帶母上梁山時報官捉拿李逵。
- 潘巧雲：楊雄妻子。勾搭裴如海還挑撥楊雄與石秀的兄弟之情，被楊雄剖腹挖心。
- 扈太公：扈成和扈三娘之父，祝太公的好友，被殺性大起的李逵殺死，扈家老小也一併被殺。
- 扈成：扈三娘之兄，綽號「飛天虎」，武藝不俗。扈成活捉逃亡的祝彪以交換被梁山俘虜的扈三娘，途中遇着見人就殺的李逵而棄家逃到延安府，後來成為當地軍官。在《水滸後傳》，則隨李俊出海，成為暹羅國之重臣。
- 柴皇城：柴進叔父。與殷天錫衝突而找柴進來幫忙。
- 賈氏：盧俊義妻子。與李固私通並報官捉拿盧俊義，後被盧俊義凌遲處死，開膛取心。
- 潘公：潘巧云之父，楊雄丈人。
- 孔太公：孔明和孔亮之父，武松曾在他庄上住过，还和他的小儿子孔亮打斗过。

## 朝廷
- 宋徽宗：北宋當朝皇帝。有文才但貪玩好淫，寵幸奸佞、廢弛朝政，大權旁落於四大奸臣的昏君。
- 高俅：當朝太尉，四大奸臣之一。原是東京地痞無賴，因蹴毬精湛而深得徽宗喜愛，一路扶搖直上。先逼王進棄官離京，後害林冲家破人亡，縱容親人欺民壞法。堂弟高廉被梁山軍殺死後，保舉呼延灼討伐，戰敗收場。是梁山好漢的主要仇敵。
- 蔡京：當朝宰相，四大奸臣之一。工書法，窮奢貪腐，與高俅等人狼狽為奸。
- 童貫：宦官，四大奸臣之一。巧言媚世，與高俅等貪贓妄法的佞臣勾結把持朝政，掌理朝廷水師。
- 楊戩：宦官，四大奸臣之一。徽宗寵臣，魚肉鄉里、荼毒百姓，與蔡京、童貫、高俅三人沆瀣一氣。
- 宿元景：當朝太尉，為人忠直。力主招安，支持梁山好漢，多次在朝廷為梁山泊辯護說情。
- 王進：曾任東京八十萬禁軍教頭，因病未出席高俅就職大典而受其迫害，攜母棄官逃離東京，途中借宿史家莊並將一身武藝授予史進，離開史家莊前往延安府後不知所終。
- 劉光世：北宋抗金名將。在結尾時登場，率領曾為武官的部分梁山好漢伐金。
- 王稟：宋軍大將，隨童貫到江南給宋江助戰。史上王稟在金兵入侵時，堅守太原二百五十餘日，城破投汾河而死。
- 趙譚：宋軍大將，隨童貫到江南給宋江助戰。
- 荊忠：清河天水節度使，善使一柄長刀，人稱“荊南崗”，與呼延灼交戰時，被他一鞭打死。
- 洪信：宋仁宗時的太尉，來到龙虎山的上清宮請出张天师，期間誤放了伏魔之殿的一百零八星君。

## 地方官吏
- 陸謙，虞候，林冲好友，見利忘義被高俅買通暗殺林冲，反被林冲殺死。
- 董超，押送犯人的小吏，受指使暗殺押送的林冲時被魯智深痛扁教訓，後來又受指使暗殺押送的盧俊義時被燕青殺死。
- 薛霸，押送犯人的小吏，受指使暗殺押送的林冲時被魯智深痛扁教訓，後來又受指使暗殺押送的盧俊義時被燕青殺死。
- 梁世傑，即梁中書，大名府府尹，蔡京女婿。給岳父賀壽用的十萬生辰綱被劫，後來梁山大軍攻陷大名時倉皇逃出。
- 李成，綽號“李天王”，大名府兵馬都監。大名府被攻破時，與聞達保護梁中書逃跑。
- 聞達，綽號“大刀”，大名府兵馬都監。大名府被攻破時，與李成保護梁中書逃跑。
- 周瑾，索超徒弟，原任北京大名府留守司副牌军，但與楊志交鋒不敵而被撤職。
- 時文彬，鄆城縣知縣，為殺人的宋江開通，從死刑改判流放江州。
- 何濤，濟州緝捕使臣，奉命追捕晁蓋一行人，但反被活捉割掉雙耳後放回。
- 黃安，濟州捕盜官，何濤失手後接續追捕晁蓋之任務，被吳用施計捉拿關押，最後病死在關押處所。
- 張文遠，宋江同僚，私通閻婆惜。
- 何九叔，陽穀縣裏專門負責殮屍的小吏。收了西門慶的錢，為武大郎殮屍時，暗中存下了能證明其死於非命的骨殖，至使武松有了為兄報仇的憑據。
- 陳文昭，東平府太守，正直賢明。同情殺死姦夫淫婦的武松而將其從輕發落，刺配孟州。
- 張蒙方，孟州兵馬都監，張團練義兄。與蔣忠狼狽為奸欲害武松，反被武松所殺。
- 張團練，孟州牢頭，張蒙方義弟，蔣忠好友。與張蒙方一起勾結蔣忠害武松，被武松殺死。
- 劉高，清風寨知寨，花榮上司。為人貪瀆懦弱，其妻遭清風山賊王英擄去做壓寨夫人，雖得宋江解救但劉妻非但不感激還教唆丈夫擒之，並誣指花榮通同賊寇而將二人押解。[1]後遭花榮剜心而死，其妻亦被燕順腰斬。[2]
- 蔡得章，蔡京第九子，江州知府，人稱「蔡九知府」，魚肉鄉民的狗官。
- 黃文炳，人稱「黃蜂刺」，一心想以宋江性命換取升官機會，被李逵凌遲虐死。
- 高廉，高俅堂弟，高唐州太守，能使妖法，逼得梁山重尋公孫勝下山相助，被雷橫殺死。
- 賀太守，華州太守，名不詳。強娶畫匠王義之女還刺配王義的狗官，將前來相救的史進與魯智深打入大牢而引來梁山群雄大鬧華州。梁山泊一方假扮宿太尉誘賀太守前來，被解珍、解寶砍下腦袋。
- 程萬里，東平府新太守。有個漂亮女兒，反對董平與女兒成親。被叛投梁山泊的董平殺死滅門，女兒也被董平強帶上梁山當押寨夫人。
- 張叔夜，濟州太守。清廉正直，力主招安的親梁山派，親赴梁山泊勸說成功促成招安。

## 前七十一回其他角色
- 张天师：作品開頭為朝廷驅逐瘟疫。
- 金翠蓮，賣藝女子，被魯達所救。
- 鄭屠，綽號「鎮關西」，渭州屠夫兼財主，恃強橫行。利用虛錢實契騙取金翠蓮，終被魯達三拳打死。有一女名為郑兰香，為林天保夫人。
- 智真，五台山文殊院長老，收留並善待魯智深，賜魯智深偈語指引人生道路。
- 崔道成，綽號「生鐵佛」，強佔瓦罐之寺為王，被魯智深殺死。
- 邱小乙，綽號「飛天夜叉」，崔道成副手，被史進殺死。
- 智清，東京大相國寺住持，對魯智深的到來非常頭疼，連哄帶騙安撫魯智深去守菜園。
- 張三，號「過街老鼠」，與李四同為東京酸棗門外菜園附近的二三十個破落戶潑皮的領頭人。
- 李四，號「青草蛇」，與張三同為眾破落戶潑皮的領頭人。
- 錦兒，林冲妻子張氏的丫鬟。張氏遭高衙內調戲時通報林冲趕往救人。
- 高衙內，人稱「花花太歲」，高俅義子，但實際是其三叔之子。仗著高俅權勢四處調戲民女的登徒子。
- 富安，號「乾鳥頭」，高衙內的幫閒。與陸謙合謀欲殺林冲，反被林冲所殺。
- 洪教頭，柴進新聘的槍棒師父，倨傲無禮。被投莊的林冲擊敗而顏面掃地。
- 邓龙，綽號「金眼虎」，二龍山山賊頭領，被魯智深與楊志殺死，奪取二龍山。
- 何清，何濤之弟，遊手好閒的賭徒。認得晁蓋等人打劫時的的喬裝，為了向何濤討賭錢才把晁蓋劫綱的始末告訴何濤。
- 閻婆，閻婆惜母。撮合女兒下嫁宋江。婆惜被殺後，騙得宋江同到縣前，扭着宋江發喊叫人捉拿他。
- 閻婆惜，貌美的青樓女子，後來嫁與宋江作妾。與張文遠私通，發現宋江勾結晁蓋，要脅宋江不成反被殺死。
- 張文遠，喚做「小張三」，風流俊俏，與宋江同是鄆城縣押司。與閻婆惜背着宋江鬼混。
- 唐牛兒，人喚「唐二哥」，在鄆城縣賣糟醃，平時常得宋江照看。誤助宋江逃脫，時文彬為了幫宋江開脫，便把閻婆惜一案結在他身上，以故縱兇徒之罪名，刺配五百里。
- 西門慶，人稱「西門大官人」的生藥舖財主。因為私通潘金蓮，踢傷了來捉姦的武大郎；再與潘金蓮、王婆合謀毒殺武大。終被武松所殺。
- 王婆，本業為媒婆，撮合潘金蓮與西門慶私通。武松威逼潘金蓮供出謀殺武大之事後，王婆跟着招認了。最終被判釘上木驢，凌遲處死。
- 蔣忠，諢名「蔣門神」。奪去了施恩在快活林的酒館，卻被施恩請來的武松奪回。因此依仗張團練勾結當地兵馬督監張蒙方陷害武松，結果被逃脫的武松殺死。
- 宋玉蓮，江州琵琶庭歌妓，擾了李逵興致險些喪命，但因禍得福受宋江資助，脫離歌妓生活。
- 黃文燁，人稱「黃佛子」，黃文炳之兄，宅心仁厚與弟不同，因侯健求情而成為黃家唯一沒被殺害的人。
- 李鬼，冒用李逵名號招搖撞騙的騙子，李逵要杀他的时候他骗李逵说家有八十老母，李逵理解并且原谅了他还给他十两银子，之后李逵发现被骗而殺了他跟他老婆。
- 裴如海，法名「海公」，外號「海闍黎」，家開綢緞莊的有錢僧人，勾搭潘巧雲，被石秀殺死。
- 祝朝奉，祝家莊主，獨龍崗地頭蛇，祝家莊陷後被石秀所殺，祝家老小也遭梁山滅門。
- 祝龍，祝家長子，也是祝家莊主要管事者，對抗梁山侵略的總指揮，被李逵殺死。
- 祝虎，祝家次子，實力為三人中最弱，梁山軍進攻時戰死。
- 祝彪，祝家三子，容貌英俊且武藝最高，與扈三娘有婚約。因不肯放走時遷而與李應交手並放暗箭射傷李應，從此李祝兩家斷交。宋江三打祝家莊時逃到扈家莊求援，反被扈成綁住欲獻給宋江，在押解半路上被李逵劈死。
- 欒廷玉，外號「鐵棒」的豪傑，祝家莊教頭，孫立同門師兄弟。與梁山軍交戰一番過後下落不明，宋江以為欒廷玉陣亡，感嘆覺得殺之可惜。
- 鍾離老人，名不詳，祝家莊居民。給石秀指路引梁山泊軍進入莊內，後來因此恩受宋江饋金，並放棄原本的屠城計畫，饒了祝家莊全村民性命。
- 毛太公，登州當地大地主，受兒子蠱惑強佔老虎，被解家兄弟滅門。
- 毛仲義，毛太公之子，想強佔解珍解寶獵到的老虎而設計誣陷兩人，後被解家兄弟殺死。
- 白秀英，藝妓，鄆城縣新太守姘頭。侮辱看戲不付錢的雷橫並毆打雷母，被暴怒的雷橫打碎腦袋。
- 小衙內，滄州知府的四歲兒子，天真可愛。後來被李逵不慎弄死。
- 殷天錫，高廉妻弟，仗勢欺人的人渣。想霸佔柴皇城土地而被柴家找來幫手的李逵打死。
- 羅真人，全書法力最強的道士，公孫勝師父，被當地居民奉為活神仙。
- 王義，著名畫匠，女兒被賀太守強佔又遭誣陷刺配，被史進救出。
- 玉嬌枝，王義之女，被賀太守強娶，梁山大軍攻破華州前便已跳井自殺身亡。
- 曾弄，又稱曾長官，大金國人，曾頭市之主。誓滅梁山泊，先有其子曾家五虎奪去段景住的照夜玉獅子，後有郁保四再奪梁山駿馬二百餘匹，引來梁山大軍兩番進攻。軍寨破時自縊而死。
- 曾塗，曾家五虎老大，槍法馬術出眾。陣上大戰呂方、郭盛，正要搠死呂方之際，被花榮暗箭射下馬，遭呂郭二人刺死。
- 曾密，曾家五虎老二，力大無窮但疏於習武。第二次劫梁山寨營時中計，奔回自己寨營，被朱仝殺死。
- 曾索，曾家五虎老三，練武為五虎最勤者。首次劫梁山寨營時中計，被解珍所殺。
- 曾魁，曾家五虎老四，雅好讀書、文武雙全，腳跨名駒衝陣馬。第二次劫寨時中計，奔回自己寨營時，亂軍中遭馬踏為泥。
- 曾昇，曾家五虎老五，武藝絕高，使兩口飛刀。戰陣上一箭射傷李逵。曾弄與宋江講和時，被派到梁山軍中作為人質。曾頭市破後，被宋江處死斬首。
- 史文恭，曾頭市教師，使方天畫戟及長槍，武藝絕倫、箭術超群。先以毒箭射殺晁蓋，後以二十回擊敗秦明。最後梁山攻破曾頭市，史文恭逃命時被盧俊義所擒，押到忠義堂，遭剖腹剜心祭奠晁蓋。有全書武藝第一的說法。
- 蘇定，曾頭市副教師，全書台詞僅兩句幾乎無存在感。第二次劫寨時中計，逃命時被亂箭射死。
- 李固，盧俊義管家，與賈氏通姦霸佔家產又趕走燕青，以私通梁山為由報官捉拿盧俊義，後來被盧俊義殺死。
- 張旺，號「截江鬼」的江賊，張順去請安道全的途中被他打劫，大難不死的張順於歸程中大敗張旺，將他手腳捆綁、扔入江中淹死。
- 孫五，號「油裏鰍」的江賊，張旺副手，打劫張順後因分贓問題被張旺殺死棄屍。
- 李巧奴，青樓妓女，安道全相好。安道全心思全在她身上而不願隨張順回去醫治宋江，被惱恨的張順殺死並嫁禍安道全。沒做壞事卻莫名其妙被殺的倒楣女子。
- 李瑞蘭，東平府妓女，史進相好。史進前往東平府臥底時將目的全數相告，怕惹禍上身的李瑞蘭遂報官捉拿史進，城破後被史進滅門。
- 何玄通，108人齊聚後被請去翻譯梁山泊後山的古碑文。

## 大遼
- 耶律輝

## 田虎陣營
- 田虎，四大寇之一。原是威勝州獵戶，有膂力、熟武藝，專交結惡少，後佔據河北，自稱晉王。最終被宋江剿滅，被張清及瓊英活捉後解至汴京被處死。
- 田定，田虎太子。
- 田豹
- 田彪
- 田實，田彪兒子。
- 山士奇
- 唐斌
- 文仲容
- 崔埜
- 喬冽，又稱喬道清。
- 孫安，田虎大將，武藝出色具韜略。為報父仇後受官府追捕，便投奔舊友喬道清之主田虎，後來歸順梁山軍。征討王慶時立下大功，但於征方臘前暴病而死。
- 卞祥
- 馬靈
- 鄔梨，原是威勝富戶，臂力過人，慣使五十斤重潑風大刀，為田虎國舅。殺死瓊英父母但收養了年幼聰慧的瓊英，滅門消息被管家葉清通報給長大成人的瓊英知曉，結果被瓊英與張清聯手鴆殺。
- 瓊英，本姓仇，綽號「瓊矢鏃」。父母被鄔梨殺害並受其收養，在夢中得遇張清並向其學習投石技法，後來與張清成親並毒殺仇人鄔梨，育有一子張節。
- 葉清，原為仇家管家，仇氏遭滅後被鄔梨強逼任職。將鄔梨為弒親仇人的消息告知瓊英，助其報仇。張清戰死後，葉清夫婦與瓊英把張清屍首帶回彰德府安葬，葉清隨後病故。
- 寇孚
- 沈驥 和董澄，耿恭同守陵川縣
- 費珍，喬道清的副將
- 陳凱，守護沁水縣
- 竺敬，壺關守將
- 張禮，和趙能一起守高平縣
- 趙能，和張禮一起守高平縣
- 伍肅，鎮守壺關的八員守將之一

## 王慶陣營
- 王慶，四大寇之一，出身富戶，外貌英俊，武勇蠻橫且酷愛竊玉偷香。原在東京當差，犯事而逃亡至淮西佔地為王。渡江逃亡之時，為李俊所擒，押解到京師處死。
- 段三娘
- 李助，名號“金劍先生”
- 段二
- 段五
- 丘翔，死於石秀之手
- 龔端
- 龔正
- 范全
- 酆泰
- 縻貹，王慶麾下第一猛將，使大斧。連斬唐斌等數名田虎降將，又戰平索超，後中計被火砲轟死。
- 馬犟
- 袁朗
- 杜博
- 胡顯，王慶部下，東川的守將，胡俊之弟。被已經歸順宋江的兄長勸說，開城投降，獻城給李俊的大軍，與其兄一起被朝廷授與東川水軍團練之職。
- 畢先，被王定六殺死
- 李雄，被瓊英殺死
- 潘忠，曾與柳元一起挑戰林沖
- 柳元，曾與潘忠一起挑戰林沖
- 劉以敬，王慶的正先鋒與上官義一起陣亡
- 上官義，與劉以敬一起陣亡

## 方臘陣營
- 方臘，四大寇之一。原是歙州山中樵夫，因為朝廷徵取花石綱招至民怨，造反佔據八州二十五縣，江南稱王，應《推背圖》之言。
- 方貌，御弟三大王，鎮守蘇州。
- 金節，《水滸傳》及《說岳全傳》的人物，晉陵縣上濠人氏。江南方臘常州副將。原是宋朝舊官，後來宋江征方臘時歸降了大宋。後來金節跟隨劉光世征金，直做到親軍指揮使，至中山陣亡。
- 方天定，南安王，方臘大太子。城破逃亡之際被張順靈魂附體的張橫砍死。
- 婁敏中，方臘的左丞相，輕信詐來的柴進和燕青，致使清溪陷落，後在戰鬥中殺了阮小五
- 祖士遠，官拜右丞相
- 鄧元覺，方臘四員大將軍元帥之一，亦封國師，號「寶光如來」，歙州僧人，使五十餘斤禪杖。與魯智深相鬥不分勝負，後被花榮放箭射死。
- 石寶，方臘四元帥之一，封「南離元帥」，使劈風刀與流星鎚，四帥最強者。連殺梁山泊數將並打平關勝，最後兵敗自刎。
- 厲天閏，方臘四元帥之一，封「鎮國元帥」，斬小霸王周通、殺沒羽箭張清，後與盧俊義單挑被殺。
- 司行方，方臘四元帥之一，封「護國元帥」，單挑擊殺雷橫，兵敗後落水淹死。
- 金芝公主，方臘女兒。柴進化名柯引，投到方臘陣營，得到方臘招贅為金芝公主的駙馬。幫源洞破時自縊身亡。
- 夏侯成，原是婺州山中獵戶，為睦州首將。陣上不敵魯智深，逃入山林之中，終被魯智深活捉。
- 鄭彪，人呼「鄭魔君」，包道乙之徒，槍棒慣熟，又能使石彈與法術。原是婺州蘭溪縣都頭，後為方臘殿前太尉。殺死王英、扈三娘夫婦，最後在睦州城門迎戰關勝不敵被殺。
- 包道乙，號「靈應天師」。祖上是金華山中人，幼年出家習道。使一口能飛百步取人的「玄元混天劍」，在清溪路上以此飛劍斬斷武松左臂。被樊瑞的密咒擊敗後，在城頭上被凌振的金輪砲轟得全身粉碎。
- 龐萬春，外號「小養由基」的神箭手，鎮守昱嶺關。在關前率部射殺史進等六將，後來被被湯隆所擒，遭割腹剜心以祭奠死於其手的梁山好漢。
- 方垕，皇叔大王，鎮守歙州。歙州城破時，被盧俊義所殺。
- 王寅，歙州尚書，文武雙全，慣使一條鋼槍。歙州一戰中設計坑殺單廷珪及魏定國，歙州遭攻破後逃出城時先用馬踏死李雲，再刺死石勇，後一人交手孫立、黃信、鄒淵、鄒潤四人不分勝負，直到林沖加入戰局，五人合力才將其殺死
- 方杰，方臘之侄，使方天畫戟，有萬夫不當之勇。在清溪縣界，得杜微偷襲之助，戳死了秦明。在幫源洞前，被關勝、花榮、李應、朱仝四將合攻，回奔陣中，卻被臥底的柴進、燕青截住合力殺死。
- 伍應星，東管守將，被李應飛刀殺死
- 錢振鵬，為常州制置使
- 吳升，獨松關守將，被孫新，顧大嫂活捉
- 段愷，秀州守將，後投降宋江
- 弓温，湖州偽留守
- 家余慶，宣州留守，被盧俊義攻陷逃往湖州
- 嚴勇，江陰、太倉守將，後在船上被阮小二一槍戳下水去，身死
- 陳觀，揚州府守將
- 譚高，祖士遠的部下，被朱仝殺死
- 劉斌，八驃騎之首，飛龍大將軍，曾與關勝大戰30回合
- 元興，杭州24將之一，被項充、李袞所殺
- 米泉，杭州24將之一，被索超所殺
- 鳳儀，杭州24將之一，被秦明打下馬去
- 薛鬥南，杭州24將之一
- 廉明，杭州24將之一，被鮑旭所殺
- 湯逢士，杭州24將之一，被亂槍戳死
- 茅迪，杭州24將之一，被阮小二，阮小五，孟康活捉，被宋江斬首
- 王仁，杭州24將之一，曾二次出戰花榮，第一次不分勝敗，第二次被花榮用箭射殺
- 徐白，杭州24將之一，曾跟司行方救援德清縣，德清縣陷落被呼延灼擒獲
- 黃愛，杭州24將之一，曾引花項虎龔旺中埋伏，後德清縣陷落被呼延灼擒獲
- 蘇涇，杭州24將之一，被鮑旭用刀砍死
- 冷恭，杭州24將之一，方天定的部下
- 姚義，杭州24將之一，後死於亂軍之中
- 王績，杭州24將之一，被花榮用箭射死
- 温克讓，杭州24州將之一，與吳值偷襲宋江，跑慢一步被王英，扈三娘活捉
- 吳值，杭州24將之一
- 沈剛，杭州24將之一，後被史進殺死
- 崔彧，杭州24將之一，被解珍，解寶所殺
- 晁中，杭州24將之一，被花榮射死
- 張道原，杭州24將之一，被顧大嫂，扈三娘，孫二娘生擒，被宋江斬首
- 呂師囊，原為摩尼教首領，後起兵響應方臘，與部下12個合稱“江南十二神”的統制官，協同把守潤州江岸
- 沈剛，江南十二神之「擎天神」，後被史進殺死
- 潘文得，江南十二神之「游弈神」，官拜潤州統制，後被張橫殺死
- 應明，江南十二神之「遁甲神」，死於亂軍之中
- 徐統，江南十二神之「六丁神」，官拜潤州統制，後被郝思文用箭射死
- 張近仁，江南十二神之「霹靂神」，在常州先與高可立合力殺死韓滔，再殺死彭玘，後遭鮑旭斬殺
- 沈澤，江南十二神之「巨靈神」，後被劉唐殺死
- 趙毅，江南十二神之「太白神」，被百姓揪出，押到宋營處死
- 高可立，江南十二神之「太歲神」，在常州與張近仁合力殺死韓滔，後被李逵殺死
- 范疇，江南十二神之「弔客神」，後被王英、扈三娘活捉，捉到潤州處死
- 卓萬里，江南十二神之「黃幡神」，後被孔明、孔亮生擒
- 和潼，江南十二神之「豹尾神」，後被項充、李袞捉拿
- 沈林，江南十二神之「喪門神」，後被宣贊、郝思文活捉

## 第七十二回起其他角色
- 李師師，東京名妓，得徽宗寵愛，但心儀帥氣多才的浪子燕青，因燕青的關係幫忙說服徽宗招安梁山。
- 費保，綽號「赤鬚龍」，太湖榆柳莊漁夫首領。與李俊、童威、童猛不打不相識，七人由此結義為兄弟，費保四人更助宋江、李俊攻下蘇州。方臘破後不願為官，李俊、費保等七人打造船隻，從太倉港出海，後來李俊成為暹羅國王，六人皆為其重臣。
- 倪雲，綽號「捲毛虎」，瘦長短髯，以費保馬首是瞻。
- 卜青，綽號「太湖蛟」，黑面長鬚，以費保馬首是瞻。
- 狄成，綽號「瘦臉熊」，骨臉闊腮、扇圈鬍鬚，以費保馬首是瞻。
- 任原，綽號「擎天柱」，擅長相撲，但敗於燕青，隨後在紛亂中被李逵所殺。